# David Chilton Phillips
David Chilton Phillips, Baron Phillips of Ellesmere, KBE, FRS (Ellesmere, Shropshire, 7 de março de 1924 — Londres, 23 de fevereiro de 1999) foi um biólogo britânico. Foi um pioneiro da biologia estrutural e influente personalidade em ciências e governo.